# Gramastetten
Gramastetten település Ausztriában, Felső-Ausztria tartományban, az Urfahrkörnyéki járásban. Tengerszint feletti magassága 545 méter, területe 40,2 km².

## Elhelyezkedése
Gramastetten Herzogsdorf, Eidenberg, Lichtenberg, Linz, Puchenau, Ottensheim, Walding és Sankt Gotthard im Mühlkreis településekkel határos.

## Népesség
| 2016 | 5 038 |
| 2018 | 5 102 |